# 伏見デルタ
伏見デルタは、京都府京都市伏見区にある二輪専門の教習所。京都府公安委員会の指定教習所。旧称は伏見テクニカルセンターだったが、平成23年5月1日に現名称へと改称。教習所名は伏見デルタ、企業名は株式会社　伏見デルタ。

## 所在地
- 京都府京都市伏見区横大路千両松町9

## 使用教習車
- 普通二輪MT ホンダ・CB400スーパーフォア
- 普通二輪AT ホンダ・シルバーウイング400
- 大型二輪　ホンダ・NC750
- 小型二輪AT ホンダ・スペイシー125ホンダ Dio110
- 小型二輪MT ホンダ・CB125、ヤマハ・SR125

## 送迎バス
- マイクロバス　伏見デルタ⇔京阪中書島駅前⇔近鉄・地下鉄竹田駅前⇔龍谷大学深草学舎
- ワンボックスカー　伏見デルタ⇔JR長岡京駅前⇔阪急長岡天神駅前
- ワンボックスカー【予約便】　伏見デルタ⇔山科駅前（地下鉄東西線・JR・京阪京津線）⇔東野駅前（地下鉄東西線）⇔椥辻駅前（地下鉄東西線）
- 黄色い車体に、『赤』or『青』or『緑』or『紫』のバイクが描かれている。

## その他
- この教習所は全国でも珍しい二輪車専門の教習所で、コースも二輪車に合わせて設計されている。
- 指導員のスキルは非常に高く、後述のバイクパレードも行なっている。
- 伏見デルタの有名な名物として、指導員が搭乗してアクロバティックな技等を行なう「バイクパレード」が20年前から行なわれており、開催される際には多くの観客が来場する。安全運転と技術向上促進を目的としており、ズームイン!!SUPERの全国ネット生中継コーナーでも取り上げられている。その他、新聞やラジオでも話題になり、またYouTubeやニコニコ動画でもその様子がアップロードされ観覧する事ができる。平成20年3月8日より数日間YouTubeトップページに紹介される。
- 地元ではバイク免許専門の教習所として有名である。
- バイクパレード開催日程：【平成20年】4月6日（日）、4月20日（日）、5月4日（日）、5月18日（日）、6月1日（日）、9月28日（日）、10月19日（日）、11月30日（日）　【平成21年】3月29日（日）、≪バイクの日≫8月19日（水）【平成22年】≪指定自動車教習所広報月間イベント≫6月6日（日）

　　※次回パレード開催予定日は伏見デルタ公式ホームページに掲載されている。
- 長野県・白馬で開催されるBMWMotorrad　最大のモーターサイクルイベント『BMW Motorrad　Bikermeeting 2009 in HAKUBA』にてバイクパレードを行う。【平成21年8月1日（土）、2日（日）】
- 「BMW Motorrad　Bikermeeting 2009」で行ったバイクパレードが、平成21年8月19日（バイクの日）に再び『YouTubeトップページ（スポットライト）』に紹介される。[BMW F800R バイクパレード【伏見テクニカルセンターin白馬】]
- デルタ自動車四条教習所と提携している。

## テレビ出演
- 平成20年5月15日「バイクパレード」が全国ネット生中継にて紹介される。ズームイン!!SUPER
- 平成21年12月14日「バイクパレード」が全国ネット・ゴールデンタイムにて紹介される。SUPER SURPRISE（19：00～）
- 平成23年2月3日「バイクパレード」がゴールデンタイムにて紹介される。スパモク!!世界ぶっちぎり映像３（19：00～）
- 平成23年3月9日「バイクパレード」が深夜番組にて紹介される。おもろゲ動画SHOW
- 平成23年5月19日「バイクパレード」がゴールデンタイムにて紹介される。スパモク!!世界ぶっちぎり映像（19：00～）
- 平成23年5月28日「バイクパレード」が全国ネットにて紹介される。知っとこ!（7:30~）
- 平成23年9月20日「バイクパレード」が深夜番組にて紹介される。さきっちょ☆
- 平成23年10月8日「バイクパレード」が全国ネット・ゴールデンタイムにて紹介される。奇跡の笑撃ハプニング　とにかく見せますSP！（19：00～）
- 平成23年11月13日「バイクパレード」がプライムタイムにて紹介される。大阪ほんわかテレビ（22:30~）
- 平成24年1月21日「バイクパレード」が土曜日昼の生放送にて紹介される。王様のブランチ
- 平成24年7月18日「バイクパレード」がゴールデンタイムにて紹介される。水野真紀の魔法のレストラン
- 平成26年7月29日「バイクパレード」が朝の情報ワイド番組にて紹介される。ZIP・すまたん

## 伏見デルタ祭
- 平成23年9月25日（日）10:00~16:00 入場者数1200名以上。バイクパレード、黒山健一トライアルデモ、安全運転教室、新車中古車試乗会、伏見デルタウルトラクイズ、大抽選会、軽食コーナー、自転車シミュレーター、新車展示会＆商談会、ライディングウエア試着会、用品販売、伏見デルタOGクラブ『Ren』メンバー募集、ほか
- 平成24年8月19日（日）10:00~16:00 平安騎馬隊ふれあい撮影会、安全運転トーク、飲酒サングラス体験、バイクパレード、自転車安全運転教室、二輪安全運転教室、ライディングシミュレーター検定、新車中古車試乗会、伏見デルタウルトラクイズ、大抽選会、自転車シミュレーター、新車展示会＆商談会、用品販売、軽食コーナー、ほか
- 平成25年9月29日（日）10:00~16:00 入場者数1500名以上。バイクパレード、黒山健一トライアルデモ、ＢＭＷ路上試乗会、二輪技能教室、トライアルに挑戦、早押しバイククイズ、大抽選会、白バイ隊質問コーナー、コマなし自転車教室、撮ってつくろう！こども免許証、新車展示会＆商談会、Anneバレエsutudio生徒さんによるダンス、軽食コーナー、ほか
- 平成26年9月23日（火・祝）10:00~16:00 入場者数1700名以上。バイクパレード、女子トライアルデモ、トライアルに挑戦、コマなし自転車教室、撮ってつくろう！こども免許証、パトカー＆白バイふれあい撮影会、白バイ隊質問コーナー、ＢＭＷ路上試乗会、二輪技能教室、大抽選会、新車展示会＆商談会、バイク用品販売、Anneバレエsutudio生徒さんによるダンス、伏見デルタライブ、軽食コーナー、ほか
- 平成27年9月27日（日）10:00~16:00 入場者数1500名以上。バイクパレード、黒山健一＆女子トライアルデモ、撮ってつくろう！こども免許証、自転車安全運転講義、パトカー＆白バイふれあい撮影会、白バイ隊質問コーナー、『京炎そでふれ！彩京前線』による演舞、ライダー川柳、キッズぬりえコンテスト、ＢＭＷ路上試乗会、大抽選会、新車展示会＆商談会、バイク用品販売、伏見デルタライブ、軽食コーナー ほか
- 平成28年9月18日（日）10:00~16:00【雨天開催】入場者数900名以上。バイクパレード（雨天無事成功）、チャリティーオークション、ミニ学科試験、ごっつい輪投げ、ミニセグウェイ体験、パトカー&白バイふれあい撮影会、自転車安全運転教室、大型二輪教習車試乗、トライアルデモ、トライアルに乗ろう！、ヒデさんのチェーンソーアート、キッズコーナー（こども免許証、紙飛行機、こども抽選会、キッズぬりえコンテスト、自転車シミュレーター）、バイクショップ商談会、用品販売、伏見デルタライブ、軽食コーナー ほか
- 平成29年9月24日（日）10:00~16:00 入場者数1300名以上。バイクパレード（大型二輪18台のロングバイクパレード）、インストラクターによるすべる・すべらない話、二輪専門指導員による自転車安全運転講習、大抽選会、フラダンス生披露、『京炎そでふれ！おどりっつ』による演舞、『伏見もも丸くん』登場、伏見デルタライブ、バイクショップ&用品ショップ商談会、ごっつい免許証、ごっつい輪投げ、パトカー&白バイふれあい撮影会、白バイ隊員Q&A、チャリティーオークション、ミニ学科試験、ヒデさんのチェーンソーアート、ライダー川柳、女子トライアルデモ、ミニセグウェイ&トラッパー体験、キッズコーナー（紙飛行機飛ばし、こども免許証、抽選当てくじ、ぬりえ選手権）、軽食コーナー ほか